# Sciara griseicollis
Sciara griseicollis är en tvåvingeart som beskrevs av Edwards 1933. Sciara griseicollis ingår i släktet Sciara och familjen sorgmyggor. Inga underarter finns listade i Catalogue of Life.